# Збагачення гематитових руд

Рис. 1 – Схема збагачення гематитової руди.

Збагачення гематитових руд — одна з технологій збагачення залізних руд. 
Збагачення гематитових руд, що містять переважно слабомагнітний гематит, здійснюється за магнітними, гравітаційними, флотаційними, випало-магнітними і комбінованими схемами. 
Гематитові руди із застосуванням відсадки збагачують за схемою (рис.1), що включає дроблення і попередню класифікацію на вузькі машинні класи. Класи 12 – 30; 6 – 12; 3 – 6; 1,5 – 3 мм роздільно піддають відсадженню з одержанням кондиційних концентратів і відходів. Одержувані при відсадці промпродукти після попереднього подрібнення об'єднують з класом 0 – 1,5 мм і збагачують в окремому циклі магнітною сепарацією в декілька стадій.
В сучасній вітчизняній практиці за винятком Центрального ГЗК здійснюється по найпростіших схемах, що включає промивання в спіральних (рідше рейкових) класифікаторах. На деяких фабриках застосовується відсадження. Одержувані технологічні показники є низькими за вмістом заліза в концентраті та вилучення заліза в концентрат. Фабрики, що  працюють по гравітаційних схемах, мають невеликі потужності і є пришахтними фабриками, що переробляють некондиційну сировину при підземному видобутку багатих руд.
Найбільш велике підприємство - обпалмагнітна фабика Центрального ГЗК. Обпалмагнітний метод збагачення руд складається з магнетизуючого випалу та магнітної сепарації в полі низької напруженості (Н = 90-140 кА/м). В результаті магнетизуючого випалу у відновлювальному середовищі слабомагнітні мінерали заліза (гематит, мартит, лімоніт та ін.) переходять у феромагнітні в основному у форму магнетиту Fe3O4.